# 李清照 (电影)
《李清照》是西安电影制片厂于1981年推出的一部人物传纪影片，该片以宋代著名女词人李清照的生平为主线，描述了她悲欢离合的传奇一生，其中的一些故事情节为艺术虚构。本片的外景大都来自苏州园林。

## 简介
在周彬言的献诗会上，受邀而来的才女李清照以一首《渔家傲》技惊四座，只贪图美色的张汝舟认为女子“无才便是德”，而宰相之子赵明诚怒斥其观点，大赞清照之才，二人从此相知并最终结为夫妇。婚后二人生活美满，但好景不长，金兵南下，北宋灭亡，李清照一路流落到江南，丈夫赵明诚因家国沦丧、朝廷腐败愤懑而逝。已成为皇帝宠臣的张汝舟欲占有李清照并声称她已经投靠了自己，李清照去官府告状，反被诬陷入狱，后得周彬言相救。但此时的李清照，丈夫、侍女菱湘、友人陆达夫纷纷离世，已孑然一身、四处飘零，但她不仅完成《金石录后序》，还留下了许多诗词。老妪之年的李清照依然心系国家，在凄凉的中秋之夜泪祭长江，抒发自己渴望收复沦陷故土的赤子之情……

## 职员
- 编剧：王英琦
- 导演：张景隆
- 摄影：朱家庆、侯捷
- 美术：王非
- 作曲：屠志九
- 录音：华娟
- 剪辑：陈达力
- 照明：邵启永
- 化妆：陈克林
- 服装：苏乃兰
- 道具：窦国祥、冯志远
- 副导演：张裕明
- 编辑：杨珺
- 置景：刘新和
- 音响：杨明文
- 烟火：曾天养
- 独唱：于淑荣
- 指挥：仇明德
- 演奏：陕西省乐团
- 制片主任：陈新、吴健民

## 演员
| 演員   | 角色       | 简介 |
| ------ | ---------- | --- |
| 谢 芳  | 李清照     | 著名才女，与赵明诚情投意合结为夫妻。后因家国沦陷而四处漂泊，但始终志存高洁，忧国忧民，亦在文学上取得不俗成就。 |
| 冯福生 | 赵明诚     | 金石学家，为人正直忠厚，与李清照相知相识成为夫妻。靖康之耻后忧心国事，因朝廷腐败无能而愤懑积郁以致病逝。       |
| 朱玉荣 | 菱 湘      | 李清照侍女，与其情同姐妹。                                                                                     |
| 丁嘉元 | 陆达夫     | 赵明诚、李清照夫妇的挚友，力主北伐收复故土，后战死沙场。                                                       |
| 郑大年 | 周彬言     | 宋朝官员，原一心为皇帝颂歌祝词，被李清照高节感动而自叹不如。                                                   |
| 江康辰 | 张汝舟     | |
| 赵 涛  | 赵 构      | |
| 智一桐 | 李格非     | 李清照之父 |
| 邱渝贞 | 李 妻      | 李清照之母 |
| 程森林 | 赵挺之     | 赵明诚之父 |
| 任 道  | 知 府      | |
| 马迎春 | 卖茶壶老人 | |
| 王大为 | 田 龙      | |
| 吴北兰 | 小 妾      | 张汝舟的小妾                                                                                                   |